# كيلت-9b
كيلت-9b هو كوكب خارج المجموعة الشمسية وهو مشتري حار، يبعد عن الأرض 670 سنة ضوئية.